# (11195) Woomera
(11195) Woomera  es un asteroide perteneciente al cinturón de asteroides, descubierto el 15 de enero de 1999 por Frank B. Zoltowski desde el Observatorio de Woomera, en Australia.

## Designación y nombre
Woomera se designó inicialmente como 1999 AY22.
Más adelante fue nombrado en honor a la localidad australiana de Woomera, donde reside y tiene su observatorio Zoltowski.

## Características orbitales
Woomera orbita a una distancia media del Sol de 2,3242 ua, pudiendo acercarse hasta 2,0587 ua y alejarse hasta 2,5897 ua. Tiene una excentricidad de 0,1142 y una inclinación orbital de 3,0562° grados. Emplea en completar una órbita alrededor del Sol 1294 días.

## Características físicas
Su magnitud absoluta es 14,2. Tiene 8,283 km de diámetro. Su albedo se estima en 0,060.